# Belz (França)
Belz é uma comuna francesa na região administrativa da Bretanha, no departamento Morbihan. Estende-se por uma área de 15,68 km². Em 2010 a comuna tinha 3 796 habitantes (densidade: 242,1 hab./km²).